# مقاطعة هيوستن (تينيسي)
مقاطعة هيوستن (بالإنجليزية: Houston County, Tennessee)‏ هي إحدى مقاطعات ولاية تينيسي في الولايات المتحدة. وتبلغ مساحتها 535.92 كم2، بلغ عدد سكانها 8426 نسمة في عام 2010 حسب إحصاء مكتب تعداد الولايات المتحدة وتصل الكثافة السكانية فيها 15.6 نسمة/كم2.

## وصلات خارجية
- www.houstoncochamber.com